# Sahitya Akademi Award
Der Sahitya Akademi Award (Hindi साहित्य अकादमी पुरस्कार sāhitya akādamī puraskār) ist eine literarische Auszeichnung der Sahitya Akademi in Indien, die jährlich an Autoren verliehen wird, die ihre Werke in einer der folgenden vierundzwanzig indischen Sprachen verfassten:
Assami, Bengalisch, Bodo, Dogri, Englisch, Gujarati, Hindi, Kannada, Kashmiri, Konkani, Maithili, Malayalam, Meitei, Marathi, Nepali, Oriya, Panjabi, Rajasthani, Sanskrit, Santali, Sindhi, Tamil, Telugu, Urdu.
Die Auszeichnung wurde 1954 eingeführt und ist mit einem Preisgeld von 100.000 Rs. dotiert. Der Zweck dieser Auszeichnung ist die Anerkennung und Förderung von exzellentem Schreiben in einer der vorgenannten indischen Sprachen. Der Auswahlprozess findet immer in den vorherigen zwölf Monaten statt.
Die Auszeichnung wurde von vielen früheren Preisträgern zurückgegeben, vor allem aus Protest gegen den intoleranten Hindu-Chauvinismus der Regierung Narendra Modis und wegen des Lynchmords am Autor und Gelehrten M. M. Kalburgi im Jahr 2015.